# Воля-Подленжна
Воля-Подленжна (пол. Wola Podłężna) — село в Польщі, у гміні Крамськ Конінського повіту Великопольського воєводства.
Населення — 1064 особи (2011).
У 1975-1998 роках село належало до Конінського воєводства.

## Демографія
Демографічна структура станом на 31 березня 2011 року:
|          | Загалом | Допрацездатний вік | Працездатний вік | Постпрацездатний вік |
| -------- | ------- | ------------------ | ---------------- | -------------------- |
| Чоловіки | 526     | 143                | 356              | 27                   |
| Жінки    | 538     | 142                | 335              | 61                   |
| Разом    | 1064    | 285                | 691              | 88                   |